# Chicago Grand Opera Company
La Chicago Grand Opera Company est une entreprise d'opéra américaine fondée en 1910 et dissoute en 1935, première fondation de l'Opéra lyrique de Chicago.

## Histoire
La Chicago Grand Opera Company, toute première compagnie d'opéra résidente de Chicago, est fondée par les directeurs de la New York Metropolitan Opera Company (MET), à l'automne 1910 à l'Auditorium Theatre dans le but d'acquérir les actifs de la Manhattan Opera Company d'Oscar Hammerstein qui vient d'être dissoute. Elle ne se produit que durant quatre saisons pour cesser ses activités en janvier 1914.
La société de Chicago est capitalisée à un demi-million de dollars souscrits par quatorze hommes, dont : J. Ogden Armour (en), Martin Ryerson, John G. Shedd, JC Shaffer (un homme d'affaires en partie propriétaire du Chicago Board of Trade), Samuel Insull, Charles Dawes, Julius Rosenwald, Charles L. Hutchinson (en), A. G. Becker & Co. (en), tous de Chicago et William Kissam Vanderbilt, Otto Hermann Kahn et Clarence Mackay (en). Ces trois derniers, tous directeurs de la Metropolitan Opera Company, sont représentés dans les affaires du groupe de Chicago par Andreas Dippel (en), auparavant deuxième responsable du MET sous Giulio Gatti-Casazza, et qui devient directeur général de la Chicago Grand Opera Company avec Cleofonte Campanini (en) comme directeur musical.
La compagnie passe plusieurs mois chaque année à se produire dans la ville de Philadelphie au Philadelphia Metropolitan Opera House (anciennement détenu par Hammerstein) sous le nom de Philadelphia-Chicago Grand Opera Company afin de « satisfaire la fierté civique » de cette ville.
La Chicago Grand Opera Company présente notamment les créations mondiales de Natoma (1911) de Victor Herbert et I dispettosi amanti (1912) d'Attilio Parelli (en). Elle monte également les premières américaines de Quo vadis (1911) de Jean Nouguès, Das Heimchen am Herd (1912) de Karl Goldmark et Cristoforo Colombo (1913) d'Alberto Franchetti. Les interprètes notables qui ont chanté pour la compagnie comprennent (par ordre alphabétique), Paul Althouse (en), Marguerite Bériza (en), Alfredo Costa (en), Armand Crabbé, Charles Dalmorès, Dora de Phillippe (en), Enrica Clay Dillon (en), Jenny Dufau, Hector Dufranne, Minnie Egener (en), Amy Evans (en), Mary Garden, Jeanne Gerville-Réache, Orville Harrold (en), Gustave Huberdeau, Frances Ingram (en), Lydia Lipkowska, Vanni Marcoux, Carmen Melis, Lucien Muratore, Giovanni Polese (en), Albert Reiss, Myrna Sharlow (en), Tarquinia Tarquini (en), Luisa Tetrazzini, Alice Zeppilli et Nicola Zerola (en), entre autres.
Après une saison sans représentations, la compagnie est reformée sous le nom de Chicago Opera Association, qui fonctionne de 1915 à 1921, et est reconstituée sous le nom d'Opéra civique de Chicago (en), de 1921 à 1932.
Après la faillite de l'Opéra civique de Chicago en 1932, un deuxième Chicago Grand Opera Company est créée l'année suivante pour maintenir l'opéra à Chicago. Elle produit trois saisons d'opéra au Civic Opera House de 1933 à 1935 avant de succomber à des difficultés financières. Elle est alors remplacée par la Compagnie de l'Opéra de la ville de Chicago (en) (1936–1939), puis par la Compagnie de l'Opéra de Chicago (en) (1940–1946).
Il n'y a plus eu de compagnie d'opéra résidente jusqu'en 1954, date à laquelle est fondé le Lyric Theatre of Chicago qui devient deux ans plus tard l'Opéra lyrique de Chicago.